# Сатанівська селищна територіальна громада
Сатанівська селищна громада — територіальна громада України, в Хмельницькому районі Хмельницької області. Адміністративний центр — смт Сатанів.
Площа громади — 202,97 км², населення — 7802 мешканці (2018).
Утворена 13 серпня 2015 року шляхом об'єднання Сатанівської селищної ради та Іванковецької, Кам'янської, Клинівської, Юринецької сільських рад Городоцького району.

## Населені пункти
До складу громади входять 1 смт і 25 сіл:
| Населений пункт    | Населення (2015) |
| ------------------ | ---------------- |
| Сатанів            | 2250             |
| Андріївка          |                  |
| Бубнівка           |                  |
| Веселець           |                  |
| Вигнанка           |                  |
| Жаглівка           |                  |
| Журавлинці         |                  |
| Підлісний Веселець |                  |
| Тарасівка          |                  |
| Хоптинці           |                  |
| Калинівка          |                  |
| Куманів            |                  |
| Курівка            |                  |
| Липівка            |                  |
| Ліпибоки           |                  |
| Мартинківці        |                  |
| Клинове            | 1853             |
| Іванківці          | 1135             |
| Юринці             | 691              |
| Покровка           | 496              |
| Кам'янка           | 483              |
| Сатанівка          | 396              |
| Спасівка           | 279              |
| Зверхівці          | 239              |
| Олександрівка      | 160              |
| Кринцілів          | 28               |